# 南国のバラ
『南国のバラ』（なんごくのばら、ドイツ語: Rosen aus dem Süden）作品388は、ヨハン・シュトラウス2世が1880年に作曲したメドレー形式のウィンナ・ワルツ。作曲者の「十大ワルツ」のひとつに数えられる。

## 解説

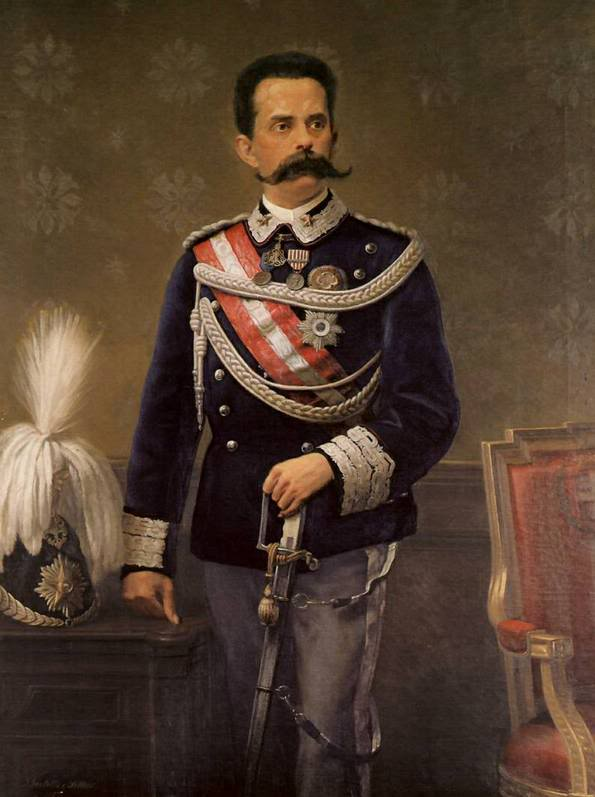
イタリア国王ウンベルト1世（1880年）

1880年10月1日、ヨハン・シュトラウス2世は自作のオペレッタ『女王のレースのハンカチーフ』を初演した。イタリア国王ウンベルト1世はこのオペレッタを大変気に入り、やがてそのことがヨハン2世の耳にも伝わった。ヨハン2世は即座にこのオペレッタに登場するモチーフを編曲し、地中海沿岸に位置する南国イタリアを思わせる『南国のバラ』という題名のワルツにし、これをウンベルト1世に献呈した。
1880年11月7日に弟エドゥアルト・シュトラウス1世の指揮するシュトラウス管弦楽団によって、ウィーン楽友協会において初演された。

## 構成
ワルツの主題は、オペレッタ『女王のレースのハンカチーフ』の第1幕「Trüffel-Couplet」（"Stets kommt mir wieder in den Sinn"）、第2幕の三重唱「野ばらが花開くところ」（Wo die wilde Rose erblüht）やロマンス（"Lichter Glanz erfüllt sein Gemüt"）（この2曲は同じメロディが使われている）、第2幕フィナーレの"Hell wie ein Strahl"、第3幕フィナーレの"Eine Königin liebt dich"などから取られており、ワルツの題名は第2幕の三重唱に触発されている。

第1ワルツ
ヘ長調によるワルツの第1部は、優美な旋律であるが、雰囲気は哀愁を帯びている。ワルツの第2部Aもまた、より内生的な雰囲気を帯びているが、第2部Bはより躍動的である。第3部の楽節全体はト長調であるのに対し、第4部は変ホ長調であり、シンバルの一打によってクライマックスに至る。落ち着きのない響きの変ホ長調によるコーダは、間もなく第3部Aの再現と交替する。第1部Aが曲末につかのま現れた後、第4部Bが今度は主調のヘ長調で導入される。ワルツの結末を彩るのは、一連の下降和音であり、太鼓連打と最後のファンファーレが色を添える。